# سكوت كاميرون
سكوت كاميرون (24 سبتمبر 1996 في المملكة المتحدة - ) (بالإنجليزية: Scott Cameron)‏ هو لاعب كريكت بريطاني. شارك مع منتخب اسكتلندا الوطني للكريكت.

## وصلات خارجية
- سكوت كاميرون على موقع إي آس بي آن كريك إنفو (الإنجليزية)